# Carlos Castellanos Cermeño
Carlos Castellanos Cermeño (Arauca, 1920 - Arauca, 12 de junio de 2009) fue un médico y político colombiano.
Se desempeñó como Intendente de Arauca.

## Biografía
Nació en Arauca, capital de la Comisaría de Arauca, en 1920, hijo de Salomón Castellanos y de Ada María Cermeño. Estudió Medicina en la Universidad Nacional de Colombia, de dónde se graduó en 1949, así como también obtuvo una especialización en medicina clínica obstétrica de la misma universidad.
En 1952, junto a Prisciliano Imbeth Campo y Alfonso Medina Delgado, fundó el Hospital San Vicente de Arauca, gracias también al  auspicio de las hermanas vicentinas. Dedicó toda su vida profesional al hospital, del cual sería Jefe del Servicio de Salud, director general y supervisor en el área de urgencias.
En el campo político se desempeñó como Representante a la Cámara por Arauca para el mandato 1960-1962 e Intendente (Gobernador) de Arauca entre 1961 y 1965, durante las presidencias de Alberto Lleras Camargo y de Guillermo León Valencia.
Falleció por insuficiencia hepática en el Hospital San Vicente de Arauca, en septiembre de 2009, a los 89 años de edad.